# Flipou
Flipou est une commune française située dans le département de l'Eure en région Normandie. Les habitants en sont les Filipipinghiens.

## Géographie

### Localisation
| Romilly-sur-Andelle       | Pont-Saint-Pierre         | Douville-sur-Andelle  |
| Amfreville-sous-les-Monts | Flipou                    | Amfreville-les-Champs |
| Amfreville-sous-les-Monts | Amfreville-sous-les-Monts | Heuqueville           |

La commune se compose de trois hameaux : 
- le Teurtre
- Orgeville
- la Mouquillonne

### Hydrographie
La commune est située dans le bassin Seine-Normandie. Elle n'est drainée par aucun cours d'eau,.

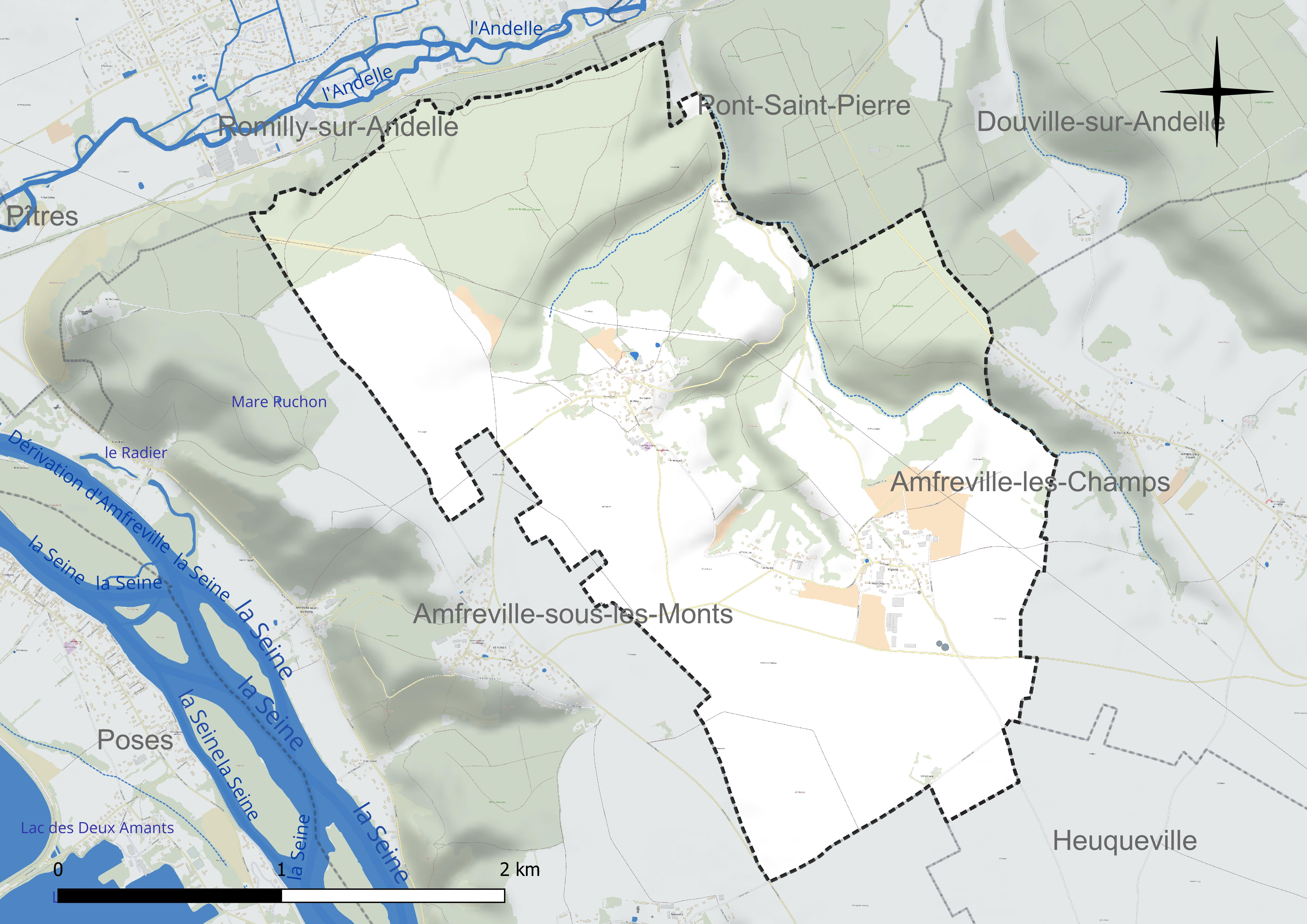
Réseau hydrographique de Flipou.

### Climat
Pour des articles plus généraux, voir Climat de la Normandie et Climat de l'Eure.
En 2010, le climat de la commune est de type climat océanique dégradé des plaines du Centre et du Nord, selon une étude du CNRS s'appuyant sur une série de données couvrant la période 1971-2000. En 2020, Météo-France publie une typologie des climats de la France métropolitaine dans laquelle la commune est exposée à un climat océanique et est dans la région climatique  Côtes de la Manche orientale, caractérisée par un faible ensoleillement (1 550 h/an) ; forte humidité de l’air (plus de 20 h/jour avec humidité relative > 80 % en hiver), vents forts fréquents. Parallèlement le GIEC normand, un groupe régional d’experts sur le climat, différencie quant à lui, dans une étude de 2020, trois grands types de climats pour la région Normandie, nuancés à une échelle plus fine par les facteurs géographiques locaux. La commune est, selon ce zonage, exposée à un « climat des plateaux abrités », correspondant aux plaines agricoles de l’Eure, avec une pluviométrie beaucoup plus faible que dans la plaine de Caen en raison du double effet d’abri provoqué par les collines du Bocage normand et par celles qui s’étendent sur un axe du Pays d'Auge au Perche.
Pour la période 1971-2000, la température annuelle moyenne est de 10,4 °C, avec  une amplitude thermique annuelle de 13,8 °C. Le cumul annuel moyen de précipitations est de 765 mm, avec 12 jours de précipitations en janvier et 8,1 jours en juillet. Pour la période 1991-2020, la température moyenne annuelle observée sur la station météorologique la plus proche, située sur la commune de Muids à 10 km à vol d'oiseau, est de 12,0 °C et le cumul annuel moyen de précipitations est de 609,1 mm,. Pour l'avenir, les paramètres climatiques de la commune estimés pour 2050 selon différents scénarios d’émission de gaz à effet de serre sont consultables sur un site dédié publié par Météo-France en novembre 2022.

## Urbanisme

### Typologie
Au 1er janvier 2024, Flipou est catégorisée commune rurale à habitat dispersé, selon la nouvelle grille communale de densité à 7 niveaux définie par l'Insee en 2022.
Elle est située hors unité urbaine. Par ailleurs la commune fait partie de l'aire d'attraction de Rouen, dont elle est une commune de la couronne,. Cette aire, qui regroupe 317 communes, est catégorisée dans les aires de 200 000 à moins de 700 000 habitants,.

### Occupation des sols
L'occupation des sols de la commune, telle qu'elle ressort de la base de données européenne d’occupation biophysique des sols Corine Land Cover (CLC), est marquée par l'importance des territoires agricoles (58,4 % en 2018), en diminution par rapport à 1990 (62,3 %). La répartition détaillée en 2018 est la suivante : 
terres arables (43,8 %), forêts (37,6 %), prairies (9,3 %), zones agricoles hétérogènes (5,2 %), zones urbanisées (4 %). L'évolution de l’occupation des sols de la commune et de ses infrastructures peut être observée sur les différentes représentations cartographiques du territoire : la carte de Cassini (XVIIIe siècle), la carte d'état-major (1820-1866) et les cartes ou photos aériennes de l'IGN pour la période actuelle (1950 à aujourd'hui).

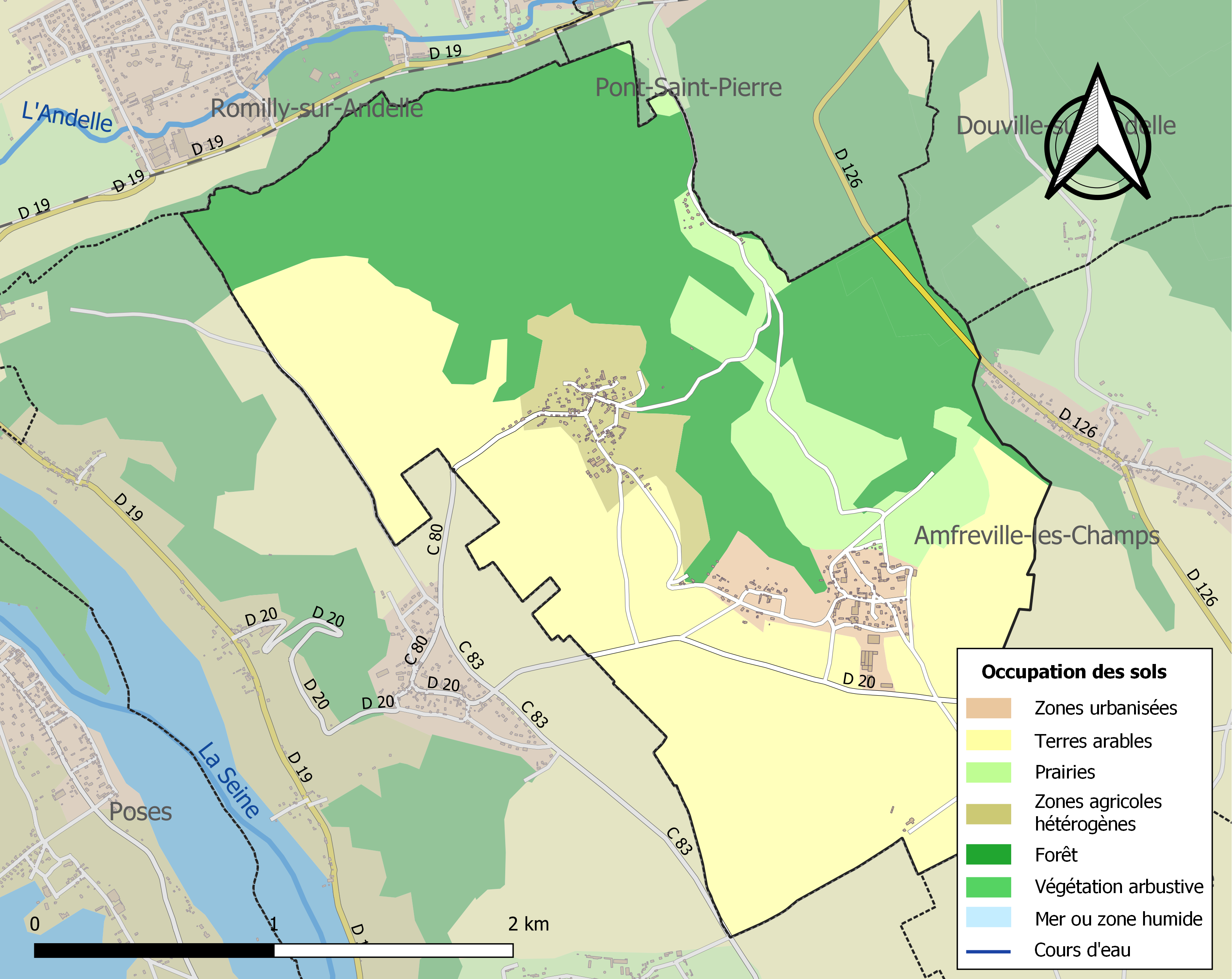
Carte des infrastructures et de l'occupation des sols de la commune en 2018 (CLC).

## Toponymie
Le village est attesté sous les formes Fagus Typi au XIIe siècle, Futipou en 1184, Foutipou en 1221 (charte de Philippe Auguste), Foutipou en 1467 (Fouage), Faipou en 1469, Fontipou (s. d.), Phlipou 1509 (ph hellénisant) et latinisée Fagotipus en 1272. La forme Fategi-Podium, citée par Duplessis est une latinisation fantaisiste.
Le premier élément ne semble pas devoir s'expliquer par le terme d’ancien français et normand foutel « hêtre », ni par fay ou fy, ancien appellatif désignant une « hêtraie », contrairement à l'indication donnée par la forme latinisée de 1272. Le passage de Foutipou à Fontipou est cependant analogue à celui de la F(o)utelaye devenue la Fontelaye, (cf. la Futelaye, Foutelaya vers 1370). En outre, l'interprétation du second élément reste également obscure,.
Homonymie avec Phipout (Faipou 1175) à Saint-Aubin-d'Écrosville.
L'ancienne commune d'Orgeville-en-Vexin qui avait absorbé Senneville en 1809, a été rattachée à Flipou en 1854.

## Histoire
L’existence du village est ancienne comme le prouve la découverte de nombreuses hachettes sur place. La paroisse, dédiée à saint Vaast, semble remonter à l'époque mérovingienne.
Flipou relevait de la suzeraineté des comtes de Breteuil, seigneurs de Pont-Saint-Pierre. Du XIIe siècle à la Révolution, Flipou était sous la suzeraineté des comtes de Gisors.
L'abbaye de Lyre s'établit à Flipou dès l'époque de sa fondation. De nombreux conflits vont l'opposer au seigneur de l'époque sur le patronage de Flipou.
Raoul de Vaux était vers 1150 un des seigneurs de Flipou, propriétaire de la redîme. En 1221, Jean de Monceaux reçoit le domaine de Flipou de Philippe Auguste, en récompense de ses services.
Jusqu'en 1642, le nom de Fontipou est couramment utilisé. Elle appartient alors à Jean Hallé, conseiller du roi à la cour des aides de Normandie. En 1750, Gilles-Louis Hallé, comte de Rouville, était seigneur de Flipou.
En 1854, Senneville est partagée entre Amfreville-sous-les-Monts (le territoire de l'ancienne commune de Senneville d'avant 1819) et Flipou (le territoire de l'ancienne commune d'Orgeville-en-Vexin).

## Politique et administration
| Période                                  | Période  | Identité                               | Étiquette | Qualité                                                     |
| ---------------------------------------- | -------- | -------------------------------------- | --------- | ----------------------------------------------------------- |
| 1793                                     |          | Charles François Sanson                |           |                                                             |
| an XI                                    |          | François Milliard                      |           |                                                             |
| 1842                                     |          | Jean Louis François Samson (1799-1878) |           | Entrepreneur de bâtiments et travaux publics, rentier       |
| 1855                                     |          | F. Milliard                            |           |                                                             |
| 1861                                     |          | G. Duchaine                            |           |                                                             |
| 1864                                     |          | Blondel                                |           |                                                             |
| 1884                                     |          | G. Milliard                            |           |                                                             |
|                                          |          | Anthime Hyacinthe Delarue (1844-1919)  |           | Agriculteur, officier du mérite agricole                    |
|                                          | 1921     | Clovis Valentin Vauquelin (1855-1921)  |           | Farinier, commerçant maire de Pont-Saint-Pierre (1900-1905) |
| 1921                                     |          | Georges Legendre                       |           |                                                             |
| 1935                                     |          | Edouard Denis                          |           |                                                             |
|                                          |          | Louis Joseph Rousselin (1920-1980)     |           | Agriculteur                                                 |
|                                          |          | Henri Robert Béguin (1905-1981)        |           | Agriculteur                                                 |
| 1984                                     | 1990     | Patrick Chevreux                       |           | Mécanicien                                                  |
| 1990                                     | 2014     | Émile Vigneux                          | PS        | Agriculteur retraité                                        |
| 2014                                     | En cours | Christian Bréant                       | SE        | Retraité de la Fonction publique                            |
| Les données manquantes sont à compléter. |          |                                        |           |                                                             |

## Démographie
L'évolution du nombre d'habitants est connue à travers les recensements de la population effectués dans la commune depuis 1793. Pour les communes de moins de 10 000 habitants, une enquête de recensement portant sur toute la population est réalisée tous les cinq ans, les populations de référence des années intermédiaires étant quant à elles estimées par interpolation ou extrapolation. Pour la commune, le premier recensement exhaustif entrant dans le cadre du nouveau dispositif a été réalisé en 2007.

En 2022, la commune comptait 321 habitants, en évolution de −2,73 % par rapport à 2016 (Eure : −0,25 %, France hors Mayotte : +2,11 %).
| 1793 | 1800 | 1806 | 1821 | 1831 | 1836 | 1841 | 1846 | 1851 |
| ---- | ---- | ---- | ---- | ---- | ---- | ---- | ---- | ---- |
| 260  | 233  | 282  | 276  | 262  | 286  | 273  | 258  | 267  |

| 1856 | 1861 | 1866 | 1872 | 1876 | 1881 | 1886 | 1891 | 1896 |
| ---- | ---- | ---- | ---- | ---- | ---- | ---- | ---- | ---- |
| 360  | 351  | 322  | 316  | 272  | 298  | 258  | 219  | 231  |

| 1901 | 1906 | 1911 | 1921 | 1926 | 1931 | 1936 | 1946 | 1954 |
| ---- | ---- | ---- | ---- | ---- | ---- | ---- | ---- | ---- |
| 212  | 210  | 207  | 233  | 217  | 195  | 191  | 188  | 195  |

| 1962 | 1968 | 1975 | 1982 | 1990 | 1999 | 2006 | 2007 | 2012 |
| ---- | ---- | ---- | ---- | ---- | ---- | ---- | ---- | ---- |
| 177  | 217  | 223  | 275  | 310  | 310  | 333  | 336  | 347  |

| 2017 | 2022 | - | - | - | - | - | - | - |
| ---- | ---- | - | - | - | - | - | - | - |
| 324  | 321  | - | - | - | - | - | - | - |

## Économie
La commune a trois entreprises : une yaourterie, la Ferme des peupliers, une cidrerie et un artisan électricien-plombier.

## Culture locale et patrimoine

### Lieux et monuments
La commune de Flipou compte plusieurs édifices inscrits à l'inventaire général du patrimoine culturel :
- L'église Saint-Vast (XVIIe et XIXe)[27]. Elle a été édifiée en 1852 dans le style gothique. Le clocher, daté de la fin du XVIIe siècle, est la seule partie subsistant de l'ancien édifice. Il précédait antérieurement la nef ;
- L'église Notre-Dame (XIVe (?) et XVIIIe)[28]. L'édifice (ruiné ce jour) daterait du XIVe siècle. Des travaux sur la nef ont été réalisés par Jean-Baptiste Le Brument en 1785 ;
- Une croix monumentale du XIIe siècle au lieu-dit Orgeville[29] ;
- Trois maisons : la première du XVIIIe siècle[30], la deuxième, située au lieu-dit Orgeville, du XIXe siècle[31] et la troisième, également située au lieu-dit Orgeville, des XVIIIe et XIXe siècles[32].

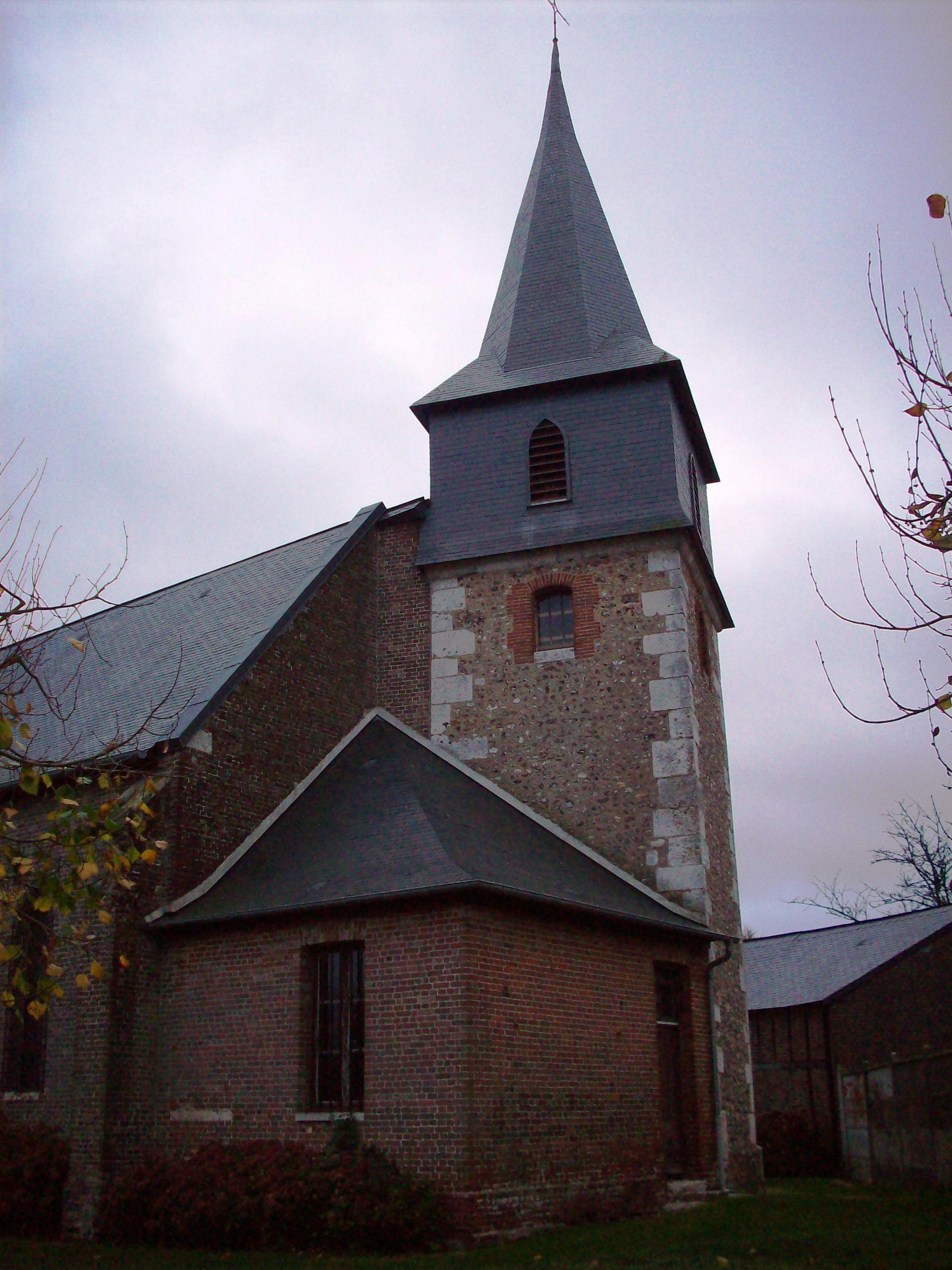
L'église Saint-Vaast.
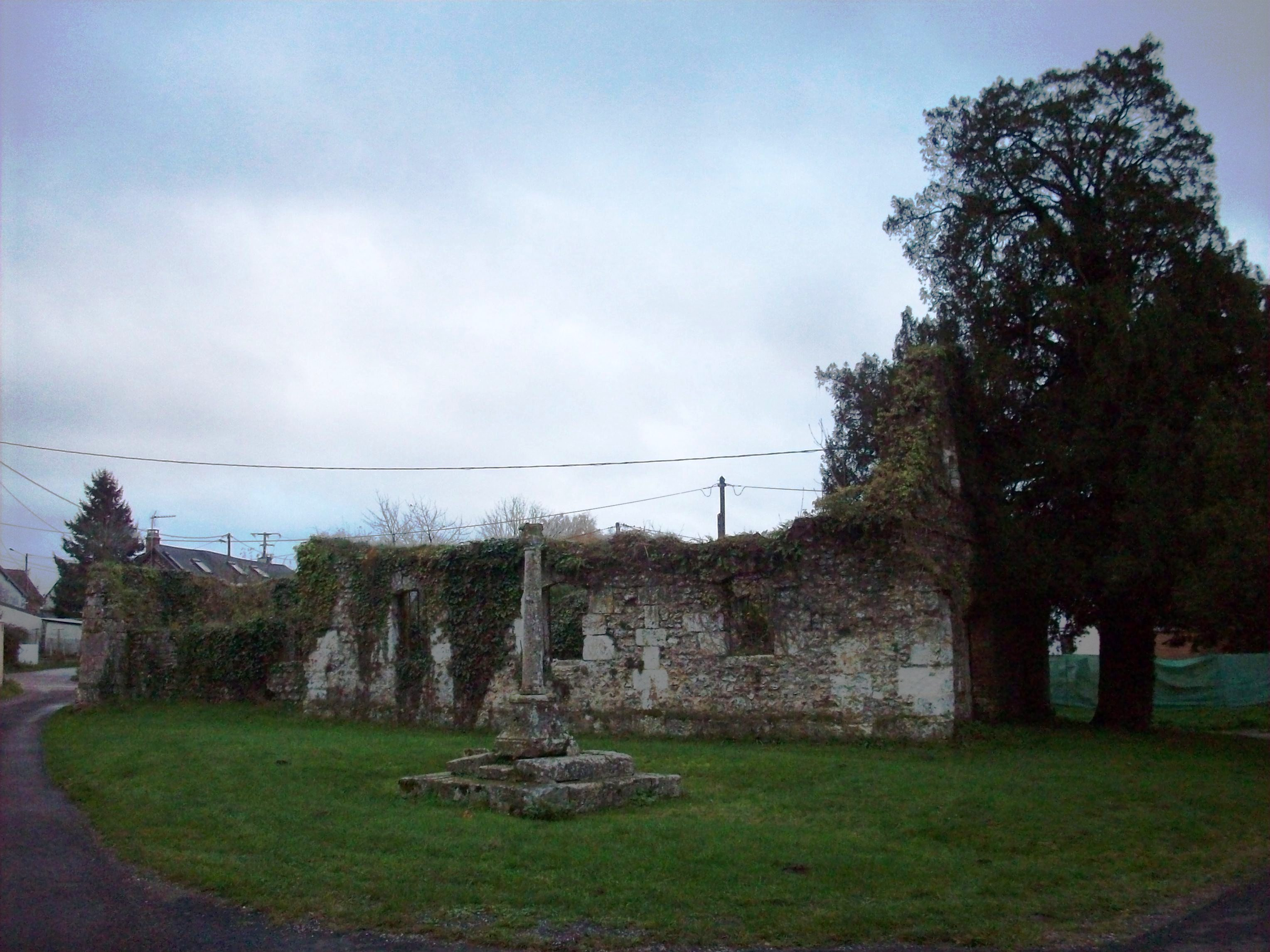
Les vestiges de l'église Notre-Dame d'Orgeville.

### Patrimoine naturel
- Les falaises de l'Andelle et de la Seine  Site inscrit (1981)[33].